# Sigmund von Birken
Sigmund von Birken (25. dubna 1626, Skalná – 12. června 1681, Norimberk) byl německý barokní básník. Narodil se ve Wildsteinu nedaleko Egeru a zemřel v Norimberku ve věku 55 let.

## Život
Jeho žačka Sibylle Ursula von Braunschweig-Lüneburg napsala část románu Die Durchlauchtige Syrerin Aramena (česky: Aramena, vznešená syrská dáma), což je nejslavnější dvorní román v německé barokní literatuře. Román dokončil její bratr Anton Ulrich a upravil ho Sigmund von Birken.